# Товарная накладная
Товарная накладная — первичный документ, который применяется для оформления продажи (отпуска) товарно-материальных ценностей сторонней организации. 

## Определение
Согласно БСЭ товарная накладная — это первичный бухгалтерский документ, предназначенный для оформления операций по отпуску и приёму товаров со склада. Содержит название организации, номер накладной, дату отпуска товара, его наименование, кем отпущен товар, кому отпущен товар, его количество, сорт, цена и другие данные, основание для отпуска товара, подписи материально ответственных лиц в его отпуске и приёме.

## Учёт товарных накладных
Унифицированная форма товарной накладной, применяющаяся в Российской Федерации — «ТОРГ-12». Товарная накладная составляется в двух экземплярах: первый остается у организации, реализующей товарно-материальные ценности, второй передается организации-покупателю.
На основании товарной накладной фирма-продавец списывает стоимость товаров в бухгалтерском учете, а покупатель оприходует полученные ценности.
Организация может не пользоваться унифицированной формой ТОРГ-12, а составить собственный вариант товарной накладной. В данном случае в накладной должны быть обязательно прописаны следующие реквизиты:
- наименование документа и наименование организации, от имени которой составлен документ;
- дата составления документа;
- наименование товара, его количество и стоимость;
- должности лиц, ответственных за данную хозяйственную операцию;
- личные подписи этих лиц.